# 大河内秀綱
大河内 秀綱（おおこうち ひでつな、天文15年（1546年） - 元和4年9月13日（1618年10月31日））は、戦国時代・安土桃山時代の武将、江戸時代初期の旗本。寺津城主。大河内信貞の子。母は小見頓斎の娘。通称は孫太郎、金兵衛。子は大河内久綱、松平正綱、秋元泰朝室、由利姫（永井直勝側室）。

## 略歴
はじめ吉良義昭に仕え、三河一向一揆における東条城の戦い（永禄7年（1564年））などで戦功をあげる。義昭の没落後、徳川家康に仕え、三河、遠江の租税に関わる事務に携わり、遠江稗原（静岡県磐田市）を領する。家康の関東移封に従い、武蔵国高麗郡で700石余を領し、代官として活躍。晩年は剃髪し「休心」と号した。
元和4年（1618年）9月13日没。享年73。法名は金剛院殿雄岳宗英大居士。墓は愛知県西尾市寺津町金剛院及び埼玉県新座市の平林寺にある。